# 傑佛遜 (紐約州普查規定居民點)
傑佛遜（英語：Jefferson）是位於美國紐約州斯科哈里縣的普查規定居民點。

## 人口
根據2020年美國人口普查的數據，傑佛遜的面積為2.77平方千米，當中陸地面積為2.66平方千米，而水域面積為0.01平方千米。當地共有人口121人，而人口密度為每平方千米43.68人。